# Asociación de militares ateos y librepensadores
La Asociación de militares ateos y librepensadores (Military Association of Atheists and Freethinkers) es un proyecto independiente de la organización Social and Environmental Entrepreneurs, organizado como red de apoyo y comunidad con el objetivo de poner en contacto personal militar estadounidense ateo y/o librepensador entre sí, así como con diferentes organizaciones locales. 
Además de los servicios como comunidad, la MAAF educa y fomenta tanto a comunidades militares como civiles en valores ateos en el ámbito militar. La asociación identifica, examina y responde a prácticas que ilegalmente promueven la religión sobre la irreligión o discriminan a minorías de librepensadores y personal de diferente creencia frente a la noción impuesta de religión
La asociación apoya la separación Iglesia-Estado presente en la Constitución de los Estados Unidos y los derechos de la Primera Enmienda para todos los miembros en servicio. Además, se coordina con otras organizaciones nacionales que fomentan valores similares.